# Arctic Apocalypse
Arctic Apocalypse ist ein US-amerikanischer Katastrophenfilm von Eric Paul Erickson und Jon Kondelik aus dem Jahr 2019.

## Handlung
Innerhalb weniger Wochen wird die Nordhalbkugel in eine neue Eiszeit gestürzt. Gletscher zerstören Städte wie New York City oder Paris und Bauwerke wie der Eiffelturm brechen in sich zusammen und sogar die Pyramiden von Gizeh versinken im Schnee.
Familienvater Mark und seine Frau, die Wissenschaftlerin Helen, leben in den Vereinigten Staaten. Auch sie müssen vor der Kälte fliehen. Ihre von Meteorologie begeisterte Tochter Brie und ihr Freund Tyler sind damit beschäftigt dem Wetterphänomen auf die Schliche zu kommen. Aufgrund der Wetterlage verliert Tyler die Kontrolle über das Auto und sie kommen erst kurz vor einem Abgrund zum Stehen. Bevor das Auto in den Abgrund stürzt können sie es verlassen. Verfolgt von einem Rudel Wölfe finden sie Schutz in einem Schulkomplex.
Dort lernen sie eine Schülergruppe um Aliyah und Roger kennen. Brie gelingt es mit ihren Eltern Kontakt aufzunehmen und ihnen den Namen der Schule zu nennen. Sie verbarrikadieren die Schule gegen das Wetter sowie sich nähernde Wölfe und begeben sich auf die Suche nach Vorräten. Dabei findet Roger im Büro des Hausmeisters eine Pistole und Behälter mit Propangas. Eine Lawine verschüttet den Eingang der Schule. Das Beben wirft außerdem ein Schließfach um, wobei Aliyah verletzt wird. Mark und Helen brechen auf, um ihre Tochter zu finden. Sie verabschieden sich von ihrem Kollegen Larry, der sich alleine zu einer Militärstation durchschlagen will.
Die Wölfe beginne nun damit in die Schule vorzudringen. Mark und Helen erreichen parallel dazu die Schule und müssen feststellen, dass der Eingang mit Eis verschüttet ist. Mit Mühe zwängt sich Helen in das Schulgebäude. Sie trifft auf einen der Wölfe, schafft es aber zu entkommen und den Wolf in einem Schulzimmer einzusperren. Sie findet schließlich die Gruppe um Brie und Tyler, die mittlerweile verlobt sind. Roger platziert nun das Propangas vor dem Haupteingang und schießt mit der Pistole auf die Flaschen. Die daraus resultierende Explosion zerstört das Eis am Haupteingang. Die Schüler begeben sich mit einem Auto zum Weg zur Militärstation. Mark und seine Familie mit Taylor begeben sich stattdessen zu einer Forschungsstation, da sie festgestellt haben, das auf einem Plateau in der Nähe das Wetter noch normal ist. Sie wollen die Gründe herausfinden und das Ergebnis auswerten und dann auf die ganze Welt ausbreiten. Währenddessen findet Larry ein Flugzeug und findet schließlich den sicheren Weg in die Militärstation.
Mark, Helen, Brie und Tyler müssen ihr Auto beklagen, dass aufgrund der Wetterlage nicht mehr fahrtüchtig ist. Sie werden mit einer Gruppe krimineller Menschen konfrontiert. Diese nehmen Mark die Pistole ab und wollen außerdem die Tasche haben, worin sich wichtige Forschungsgegenstände befinden. Daher kommt es zu einer Auseinandersetzung, die durch ein weiteres Beben unterbrochen wird. Durch ein Kältegewitter entstehende Blitze tötet alle kriminellen Männer. Lediglich ihr Anführer bleibt davon verschont und attackiert Tyler. Die beiden stürzen in eine durch das Beben entstandene Schlucht. Der Anführer der Kriminellen überlebt den Sturz und kämpft mit Mark. Helen kann ihn mit einem Schlag auf den Hinterkopf ausschalten. Sie finden ein neues Auto und schaffen es tatsächlich zum Plateau, auf dem das Wetter wie angenommen normal ist.

## Hintergrund
Aufgrund einer ähnlichen Handlung kann der Film als Mockbuster auf The Day After Tomorrow gesehen werden. Gedreht wurde am Mammoth Mountain im östlichen Kalifornien. Am 4. August 2019 feierte der Film seine TV-Premiere im Vereinigten Königreich, am 8. November 2019 folgte in Deutschland die Veröffentlichung im Filmverleih.
John Liiving ist in der Rolle des Walter in seiner bisher einzigen Filmproduktion zu sehen.

## Rezeption
„Eine für wenig Geld in Szene gesetzte Variation der Katastrophenszenarios von Blockbustern wie „The Day after Tomorrow“, die ihre banale Handlung mit tödlichem Ernst durchexerziert. Die Chance, den miserablen Effekten durch Konzentration auf die Figuren entgegenzuwirken, bleibt ungenutzt.“

„Ice Age – ohne Gags, Tricks oder süße Tiere.“

Cinema resümiert final, dass der Klimawandel „schon deswegen gestoppt werden“ müsse, um keine Filme wie diesen mehr zu inspirieren.